# Magenta LGTB
Magenta es una asociación de activismo por los derechos de gais, lesbianas, bisexuales y trans, fundada en el año 2000 e inscrita en la FELGTB y del Movimiento Juvenil Aragonés Laico y Progresista (MJALP).

## Zona de actuación
Magenta actúa normalmente en la Universidad de Zaragoza, institutos y zonas de ambiente LGTB.

## Principales objetivos
- Empoderamiento de las personas LGTB, en especial de los jóvenes.
- Defensa de los derechos de las personas LGTB
- Defender los valores progresistas y la laicidad en la sociedad.
- Conquistar espacios heterocéntricos.

## Historia
Desde su fundación, Magenta ha estado integrado en el MJALP. El objetivo de trabajar con entidades no LGTB es impregnar su discurso con el discurso del movimiento LGTB y poder trabajar en red con esas entidades, poniendo en común servicios como el Centro de Formación La Nave, donde se han podido realizar los encuentros LGTB más grandes de Aragón.[cita requerida]
A nivel estatal, Magenta está incluidos en la FELGTB. Magenta ha coordinado el Área de Joven con Pixu Bueno. También ha organizado encuentros del Área Joven y del Área de Políticas Lésbicas. Por último en el año 2009 organizó los Encuentros Estatales LGTB.